# 大型海緋鯉
大型海緋鯉（学名：Parupeneus spilurus），又名點紋副緋鯉、秋姑、鬚哥，为鬚鯛科副緋鯉屬下的一个种。

## 分布
本魚分布於西太平洋區，包括菲律賓、印尼、中國南海、東海、日本南部、台灣、越南、新幾內亞、所羅門群島、澳洲、紐西蘭、马里亚纳群岛、馬紹爾群島、密克羅尼西亞、帛琉、諾魯、斐濟群島、東加、吐瓦魯、萬那杜等海域。

## 深度
水深1至80公尺。

## 特徵
本魚背側為紅褐色，越往腹部顏色越淡，至腹部則呈淡紅色，本魚的特徵乃體側上半部具2條淡色橫帶，其起自眼後，分別在側線的上下位置，和側線平行，至尾柄則被一黃色大鞍斑取代。尾鰭分叉，各鰭黃色，背鰭兩個。背鰭硬棘共8枚、軟條共9枚；臀鰭硬棘1枚、軟條7枚。側線鱗片數27至30枚。體長可達36公分。

## 生態
本魚棲息在具沙泥底質的礁石區；為肉食性，以甲殼類、軟體動物及魚類等為食。

## 經濟利用
食用魚，適合煎食或煮薑絲清湯，小個體可做為觀賞魚。